# NASA X-43

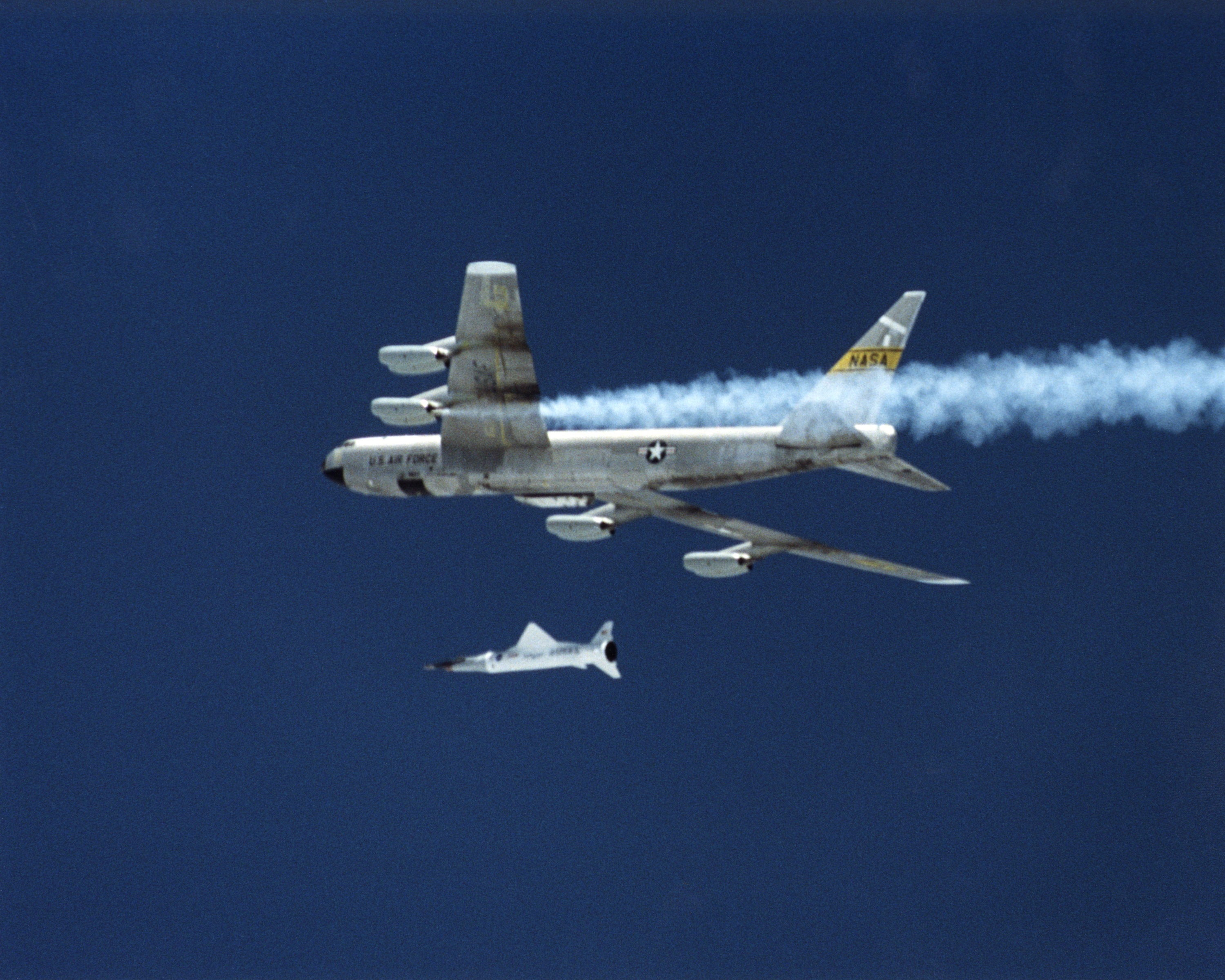
Llançament del X-43 des d'un B-52B.

El  NASA X-43  és un avió experimental no tripulat impulsat per un motor scramjet dissenyat per volar a velocitats superiors a Mach 10. És part del programa Hyper-X de la NASA. Forma part de la sèrie d'aeronaus experimentals dels Estats Units denominades  avions X .
Les primeres dades obtingudes pel vehicle experimental d'alimentació scramjet va demostrar que el seu revolucionari motor podia funcionar amb èxit a gairebé Mach 9,8 o 10.000 milles per hora (14.000 km/h), mentre volava a 110.000 peus (33.000 metres).

## Desenvolupament
El vol que va respondre a la màxima "a major risc major recompensa", i que va ser inicialment planejat per al 15 de novembre, va tenir lloc a l'espai aeri restringit d'una àrea sobre l'oceà Pacífic, al nord-oest de Los Angeles. Aquest vol va ser l'últim i el més ràpid d'un total de 3 proves de vol no tripulat, efectuades en el si del programa Hyper-X. El propòsit d'aquest programa é l'exploració d'una manera alternativa d'alimentació en els coets dels vehicles espacials. Aquest vol és la pedra angular i el pas fonamental cap al futur, obrint possibilitats de produir propulsors que enviïn a l'espai càrregues grans i crítiques de manera fiable.
El juny de 2001 X-43A (ajudat per un coet Pegasus) va tenir un accident i va quedar destruït juntament amb el seu avió nodrissa/llançadora.

## Motor
Els motors ramjet de combustió supersònica (scramjet) prometen més accessibilitat econòmica, flexibilitat i seguretat en les operacions aèries a velocitats ultraràpides a l'interior de l'atmosfera i en les primeres etapes de l'òrbita terrestre. Els avantatges del scramjet comencen un cop ha estat accelerat fins a Mach 4 (mitjançant un motor convencional a reacció, o mitjançant un coet propulsor), ja que llavors pot volar a velocitat hipersònica, possiblement fins al Mach 15, sense necessitat de transportar pesants tancs d'oxigen, tal com succeeix amb els coets actuals.
El disseny del motor, que no té parts mòbils, comprimeix l'aire que passa a través d'ell, de manera que pugui produir-se la combustió. Un altre avantatge a favor del scramjet és que posseeix una vàlvula que pot regular el subministrament de combustible tal com fan els avions i al contrari que els coets, els quals tendeixen a produir una empenta propulsora total o màxima mentre dura la combustió.